# Gregor Kraus
Gregor Konrad Michael Kraus, auch Gregor Conrad Michael Kraus (* 9. Mai 1841 in Bad Orb, Königreich Bayern; † 14. November 1915 in Würzburg) war ein deutscher Botaniker, Paläobotaniker und Hochschulprofessor. Kraus gilt als einer der Begründer der Mikroklimatologie und experimentellen Ökologie. Sein offizielles botanisches Autorenkürzel lautet „Kraus“.

## Leben
Der Sohn eines Lehrers besuchte das Gymnasium in Aschaffenburg und studierte ab 1860 Medizin an der Universität Würzburg, wo er 1866 mit einer Arbeit Über den Bau trockener Pericarpien zum Dr. phil. promoviert wurde. Danach war er wissenschaftlicher Assistent bei Julius Sachs an der Universität Bonn und wechselte mit diesem an die Universität Freiburg. 1867 Habilitation an der Universität Würzburg mit dem Thema Gewebespannung des Stammes und ihre Folgen und Ernennung zum Privatdozenten in Würzburg. Ab 1868 war er wissenschaftlicher Assistent am Botanischen Institut der Universität Leipzig. 1869 erhielt er einen Ruf als Ordinarius und Direktor des botanischen Gartens an die Universität Erlangen, wo er bis 1872 wirkte. 1872 wurde er als Nachfolger von Anton de Bary Ordinarius und Direktor des Botanischen Gartens an der Universität Halle. Im Jahr 1874 wurde er zum Mitglied der Leopoldina gewählt. 1898 wurde er Nachfolger von Julius Sachs an der Universität Würzburg.

## Forschung
Sein wissenschaftliches Interesse galt zunächst der Anatomie der Pflanzen, vor allem der fossiler und rezenter Bäume. Wegen seiner Spezialkenntnisse auf diesem Gebiet wurde Kraus unter anderem bei der Bestimmung der Treibhölzer herangezogen, die die von Carl Koldewey geleitete Zweite Deutsche Nordpolar-Expedition in den Jahren 1869 und 1870 gesammelt hatte. Als einer der ersten Paläobotaniker befasste sich Kraus ebenfalls mit holzanatomischen Merkmalen fossiler Nadelhölzer (vgl.: Versteinerter Wald).
An abgesprengten Splittern von Keuper-Kieselhölzern aus den Ablagerungen des Mains konnte er den zellularen Feinbau dieser Fossilien darstellen. In Erlangen und Halle beschäftigte er sich mit Physiologie der Pflanzen, wobei er nach und nach ökologischen Fragestellungen entwickelte und so einer der Pioniere der Ökophysiologie wurde. Zunächst erforschte er die Eigenschaften des Chlorophylls, wobei er neue methodische Ansätze wie die Spektralanalyse einsetzte. Mit seinen Untersuchungen zum Stoffwechsel der Crassulaceae streifte er Aspekte des Wasserhaushalts der Pflanzen, in seiner Arbeit zur Physiologie der Gerbstoffe widmete er sich unter anderem der ökologischen Bedeutung dieser Stoffklasse. Kraus unternahm mehrfach Forschungsreisen, so 1893/1894 nach Java und 1896/1897 nach Indien.
Als Direktor des Botanischen Gartens der Universität Halle führte er ein neues Konzept ein, in dem er die Pflanzen nach ihrer Verwandtschaft sowie nach physiognomischen Gesichtspunkten anordnete. Diese Art der Präsentation führte er später auch in Würzburg ein, sie ist zwischenzeitlich in vielen Botanischen Gärten die Regel. Auch ökologische Aspekte kamen bei ihm zur Geltung, etwa, indem er eine große Anlage alpiner Pflanzen, eine Sammlung deutscher Salzpflanzen anlegte. Für eine Erweiterung des Bestandes von Kalthauspflanzen sorgte eine Stiftung der Witwe des Industriellen Carl Adolph Riebeck.
Kraus gilt als einer der Begründer der Mikroklimatologie. Seine Forschungsergebnisse auf diesem Gebiet fasste er in seinem 1911 erschienenen Buch Klima und Boden auf kleinstem Raum: Versuch einer exakten Behandlung des Standorts auf dem Wellenkalk, das heute als eine der ersten pflanzenökologischen Werke gilt, in dem die Existenzbedingungen der Pflanzen mit chemischen und physikalischen Methoden beschrieben und analysiert werden. Damit schuf er auch die Grundlagen für die experimentell-ökologische Analyse der Pflanzenverbreitung. Daneben wurde Kraus mit seinen Untersuchungen ein Vorbild für sorgfältige Standortsanalyse und hat einen wesentlichen Anstoß für die Entwicklung der damals noch jungen Wissenschaft, der Ökologie gegeben.
Die bekannte Tatsache, dass sich innerhalb eines anscheinend einheitlichen Klimabereichs auf engem Raum oftmals sehr beträchtliche Unterschiede in Bezug auf Temperatur, Luftbewegung und relative Feuchtigkeit feststellen lassen, und dies sich in einem Wechsel der Vegetation abzeichnet, war schon vor Kraus bekannt. Sein Verdienst liegt darin, dass er diese Verhältnisse erstmals an einem Landschaftsausschnitt, nämlich dem Muschelkalkgebirge des mittleren Maintals mit exakten Untersuchungsmethoden über einen langen Zeitraum erfasste.
Bei seinen Untersuchungen führte er zahlreiche chemische Bodenanalysen aus, untersuchte das Bodenprofil und die Körnung des Bodens, also die Anteil von Skelett und Feinerde, den Wassergehalt und die Temperatur des Bodens sowie Temperatur und Wind in verschiedener Höhe über dem Boden.
Dabei zeigte sich beispielsweise, dass die „Kalkvegetation“ weniger auf einen bestimmten Karbonatgehalt im Boden angewiesen ist, sondern dass ihre Ausbildung in erster Linie von den physikalischen Bodenverhältnissen bestimmt wird. Kalkböden haben in der Regel einen hohen Anteil an Skelett. Solche Böden sind umso trockener und erwärmen sich umso schneller und höher, was einen wesentlichen Einfluss auf die Pflanzengesellschaft hat.
Weiter hat er bei seinen exakten Temperaturmessungen herausgefunden, dass in den untersten Luftschichten unmittelbar über dem Boden die Tagestemperatur oft mehr als 10 °C höher liegt, als die Klimamessungen suggerieren, die die Lufttemperatur standardmäßig in 2–3 m Höhe über dem Boden erfassen.
Seine Messungen und Experimente führte Kraus an den trocken-heißen Muschelkalk-Hängen bei Gambach durch, wobei er zwei Dauerflächen eines damals nicht bewirtschafteten Hanges kaufte. Diese Grundstücke gingen später in den Besitz des Naturwissenschaftlichen Vereins Würzburg über und wurden zum Kernstück eines heute unter Naturschutz stehenden Gebiets.

## Schriften (Auswahl)
- Mikroskopische Untersuchung über den Bau lebender und vorweltlicher Nadelhölzer. In: Würzburger naturwissenschaftliche Zeitschrift, 5, S. 144–200, Würzburg 1864.
- Über den Bau trockner Pericarpien. In: Jahrbücher für wissenschaftliche Botanik, Vol. 5, 1866. Engelmann, Leipzig, 64 S., Ill. Zugl.: Würzburg, Univ., Diss.
- Die Gewebespannung des Stammes und ihre Folgen. In: Botanische Zeitung, Jg. 25, 1867. Gebauer-Schwetschke, Halle, 30, 40 S.: Ill. Zugl.: Würzburg, Univ., Habil.-Schr.
- Zur Kenntnis der Chlorophyllfarbstoffe und ihrer Verwandten: spectralanalytischeUntersuchungen. Schweizerbart, Stuttgart 1872, VIII, 131 S.
- Beiträge zur Kenntniss fossiler Hölzer. Niemeyer, Halle 1882, 33 S. graph. Darst.
- Ueber Stoffwechsel bei den Crassulaceen.  Niemeyer, Halle 1886, 86 S.
- Der Botanische Garten der Universität Halle. Engelmann, Leipzig 1888–1893
- Grundlinien zu einer Physiologie des Gerbstoffs. Engelmann, Leipzig 1889, 131 S.
- Christian Wolff als Botaniker. Rede gehalten zur Übernahme des Rectorats der Universität Halle am 12. Juli 1891. Max Niemeyer, Halle 1892, 17 S.
- Ueber die Wasservertheilung in der Pflanze. IV. Die Acidität des Zellsaftes. In: Abhandl. naturforsch. Ges. Halle, 1893, S. 143.
- Geschichte der Pflanzeneinführungen in die europäischen botanischen Gärten. Engelmann, Leipzig 1894, 73 S.
- Warum der Botaniker in die Tropen muss. In: Festschriften der 4 Fakultäten der Univ. Halle, 1894, S. 209–219
- Der botanische Garten der Universität Halle. (1888–1893).
- Geschichte der Pflanzeneinführungen in die europäischen botanischen Gärten. 1894.
- Johann Michael Fehr und die Grettstadter Wiesen. In: Verhandl. d. phys. -med. Gesellsch. zu Würzburg, N.F., Band 34,10, 1902. Stuber, Würzburg, S. 304–342.
- Anemometrisches vom Krainberg bei Gambach. Nach einem Vortrag in der physik.-med. Gesellschaft. In: Verhandlungen der physik.-med. Gesellschaft zu Würzburg, N.F., Band 37, 1905, Nr. 4: Aus der Pflanzenwelt Unterfrankens, mit Tafeln IV-VII, S. 163–202. Stuber, 40 S., Ill.
- Vicia Orobus DC. und ihre Heterotrichie. Mit 2 Taf. In: Verhandlungen der physik.-med. Gesellschaft zu Würzburg, N.F., Band 38, Nr. 7, 1906, Aus der Pflanzenwelt Unterfrankens. Stuber, Würzburg, 14 S., Ill., S. 242–254
- Die Sesleria-Halde. In: Verhandlungen der physik.-med. Gesellschaft zu Würzburg, N.F., Band 38, No. 10, 1906, 8. Aus der Pflanzenwelt Unterfrankens. A. Stuber, Würzburg, 21 S.
- Über den Nanismus unserer Wellenkalkpflanzen. In: Verhandlungen der physik.-med. Gesellschaft zu Würzburg, N.F., Band 38, No. 4, 1906, 6. Aus der Pflanzenwelt Unterfrankens. A. Stuber, Würzburg, S. 103–134.
- Erfahrungen über Boden und Klima auf dem Wellenkalk: auszügliche Mitteilung. 1906, S. 20–34.
- Gynaeceum oder Gynoeceum? und anderes Sprachliche. In: Verhandlungen der physik.-med. Gesellschaft zu Würzburg, N.F., Band 39, 1907. A. Stuber, Würzburg, S. 9–14.
- Boden und Klima auf kleinstem Raum: Versuch einer exakten Behandlung des Standorts auf dem Wellenkalk. Fischer, Jena 1911, 184 S., Ill., graph. Darst.
- Hundert Jahre Würzburger Botanik. In: Hundert Jahre bayerisch. Stürtz, Würzburg 1914, S. 100–105.